# 美倉あやみ
美倉 あやみ（みくら あやみ、1996年11月14日 - ）は、日本のAV女優。LINX所属。

## 略歴・人物
高知県出身。
趣味・特技はホットヨガ、映画鑑賞、旅行、神社巡り。
2020年にAVデビュー。
2022年7月、雪川 桜花（ゆきかわ おうか）に改名、所属事務所はMAOプロモーション。

## 作品

### アダルトDVD
2020年
- 素人美女ナンパ GET!! No.211 極嬢テイスティング日本橋目抜き通り編（4月7日、桃太郎映像出版）他出演:有末香織、橘莉苑、愛乃零、七瀬ひな
- 顔出しMM号 働く美女限定 ザ・マジックミラー 街頭調査! 職場の同僚同士が2人っきりの密室で初めての素股に挑戦! 4 クリトリスとチ○ポを擦り合わせた社会人の男女は勤務中にも関わらず理性を保てず欲望のままにヌルッと挿入してしまうのか!? 人生初の真正中出しスペシャル!（4月7日、ディープス）他出演:星仲ここみ、青山翔、辻澤もも、白瀬ゆきほ、西嶋芹奈
- マジックミラー号 彼氏とデート中の女子大生限定! プロ男優の神手マンで潮吹きしなければ10万円! 吹いちゃったら彼氏の前で即ハメ罰ゲーム!（4月23日、SODクリエイト）他出演:瀬崎彩音、成田咲歩 ほか
- 初撮り人妻ドキュメント（5月7日、センタービレッジ）
- 世田谷の妻たち（5月17日、ジュエル）※「小柳野々香」名義
- 姑息!ゴム取りおじさん VS 生中NG 新人女優 花沢ひまり&美倉あやみ（6月7日、パコパコ団とゆかいな仲間たち）他出演:花沢ひまり
- 夫婦交換スワッピング 「主人やあなたの奥さんが見てる前で入れて!」 4組のカップルが公開不倫 他人棒ズブズブ挿し込まれてるおマ○コを夫に撮影されて興奮が高ぶる巨乳妻たちの底知れぬ性欲!（6月11日、SWITCH）他出演:百合川さら、森ほたる、早川瑞希
- 一般男女モニタリングAV 同窓会終わりに突撃交渉! 10数年ぶりに再会した同級生男女はラブホテルで1発10万円の連続射精セックスしてしまうのか!? 6 高校時代から気になっていたクラスのマドンナの巨乳とデカ尻にフル勃起した既婚者チ○ポと恥じらいつつもラブホの非日常感に疼いてしまった人妻マ○コが互いの家庭を忘れた秘密の生セックスは1発限りじゃ収まらない!! 4組合計中出し14発!（7月7日、ディープス）他出演:野々宮蘭 ほか
- すりすり! スリップ面接 〜ランジェリー姿で悶える女達〜（7月7日、下半身タイガース）他出演:乙咲あいみ、城山若菜

### アダルトサイト
「MGS動画」
- 【初撮り】【止まらない..】【恥じらいOL】卑猥な言葉を投げかけられ赤面する恥じらいOL。蕩け表情で男根を感じ.. ネットでAV応募→AV体験撮影 1182（2020年2月10日、シロウトTV）※「あやみ」名義
- 【個人撮影】きょうこ/26歳/和食料理屋勤務/博多弁ったい!/おしとやか美女/美ボディ/エロTバック/杭打ちピストン騎乗位/美乳/お風呂場プレイ/電マ責め/3発射/SEX/びちょフェラ/口内射精x2/浮気カップル?（2020年2月24日、なまなま.net）※「きょうこ」名義
- ラグジュTV 1228 スレンダーボディが光る知性溢れる心理学講師がAV初登場!ネットリとした男の責めに思わずいやらしい言葉が漏れ出し、巨根に跨り卑猥な腰振りで絶頂を繰り返す淫らなオンナへと変貌する!（2020年3月2日、ラグジュTV）※「大崎富美加」名義
- マジ軟派、初撮。 1463 ルート営業中のスーツ美女をナンパ！品と知性が溢れ出る我々とは別世界の人間だと思いきや…カラダを弄られキャラ崩壊♪"超堅実"タイプの女性が一変し、"超スケベ"な性欲モンスターと化す♪（2020年3月24日、ナンパTV）※「あやみ」名義

「FANZA」
- あやみ（2020年5月30日、ぱんぴ）